# Ильчир
Ильчир — высокогорное проточное озеро в Окинском районе Бурятии, на Окинском плато между Китойскими и Тункинскими гольцами в Восточном Саяне, в 30 километрах от границы с Монголией. 
Форма озера серповидная, береговая линия слабо изрезана, имеется остров в северной части. Площадь зеркала — 3 км². Площадь водосборного бассейна — 80 км². Берега в основном безлесые, низменные на юго-востоке и резко поднимающиеся вверх на северо-западе до отметки 2439 м. Бо́льшую часть года озеро покрыто льдом. Высота зеркала над уровнем моря — 1952 м. На севере в озеро впадают несколько водотоков, среди которых река Голечная и ручей Жерголанта. На юго-западе вытекает река Иркут.  Исторически по берегам озера кочевали сойоты.
В озере обитают налим и мелкий хариус, водоём популярен среди рыбаков.
Код водного объекта в Государственном водном реестре — 16010100211116200000081.